# Norges riksvapen
Norges riksvapen visar ett gyllene lejon mot röd bakgrund och med en guldkrona på hjässan och Olav den heliges guldskaftade silveryxa mellan framtassarna. Vapnet har sitt ursprung på 1200-talet.
Hos det norska Riksarkivet finns riksvapnet, med smärre avvikelser, avbildat på ett sigillavtryck från 1292, detta på ett dokument från Håkon Magnusson.
Lejonet förknippades från början bara med Sverreätten, men övertogs sedan av andra kungasläkter som efterträdde denna och kom således att stå för det norska riket som sådant.
Vapnet ingår även i Jämtlands gamla sigill, och ingår därför även i Republiken Jamtlands flagga.